# Grande-Bretagne aux Jeux paralympiques d'été de 1976
La Grande-Bretagne participe aux Jeux paralympiques d'été de 1976 à Toronto. Elle y remporte quatre vingt quatorze médailles : vingt neuf en or, vingt neuf en argent et trente six en bronze, se situant à la cinquième place des nations au tableau des médailles. La délégation britanniques regroupe 87 sportifs.